# Grande Sala del Popolo (Chongqing)
La Grande Sala del Popolo (in cinese semplificato 重庆市人民大礼堂; in cinese tradizionale 重慶市人民大禮堂) è uno spazio per incontri politici ed eventi culturali situato nel centro di Chongqing, in Cina. L'esterno ricorda il Tempio del Cielo a Pechino.
La costruzione iniziò nel giugno del 1951 e terminò nell'aprile del 1954. L'edificio, che comprende un grande auditorium con superficie da 18'500 metri quadri, copre un'area totale di 66'000 metri quadri e raggiunge un'altezza di 65 metri. L'auditorium a cupola circolare è alto 55 metri e il suo diametro interno è di 46,33 metri.